# Gökhan Gökgöz
Gökhan Gökgöz (6 gennaio 1993) è un pallavolista turco, schiacciatore dell'Alanya.

## Carriera

### Club
La carriera di Gökhan Gökgöz inizia nella stagione 2011-12, quando debutta in Voleybol 1. Ligi con l'Arkas, che lascia nella stagione seguente, trasferendosi allo Ziraat Bankası. Rientrato in forza all'Arkas, vi milita per un quinquennio, nel corso del quale conquista uno scudetto e riceve un premio come miglior schiacciatore.
Dopo un'annata con l'İstanbul BB, nel campionato 2019-20 si accasa per il seguente biennio nell'Halkbank, con cui si aggiudica una BVA Cup. Nella stagione 2021-22 si trasferisce al Bursa BB, dove milita ininterrottamente fino al termine dell'annata 2023-24, quando si trasferisce in Indonesia per partecipare alla Proliga 2024 col Kudus Sukun Badak.
Per il campionato 2024-25 torna in patria grazie all'ingaggio dell'Alanya.

### Nazionale
Nel 2018 è convocato nella nazionale turca under 20 che partecipa al campionato europeo 2010 e 2012 (passando in questo caso dalle qualificazioni). 
Con l'under 19 si aggiudica invece l'oro al XI Festival olimpico della gioventù europea e partecipa al campionato europeo 2011, mentre con l'under 21 è di scena alle qualificazioni europee al campionato mondiale 2011 e al campionato mondiale 2013. Si aggiudica invece l'argento al campionato mondiale 2015 con l'under 23, venendo anche insignito del premio come miglior schiacciatore.
Debutta in nazionale maggiore nel 2012, vincendo la medaglia d'argento all'European League; in seguito si aggiudica il bronzo all'European Golden League 2018 e ai Giochi della solidarietà islamica 2021.

## Palmarès

### Club
- Campionato turco: 1

2014-15
- BVA Cup: 1

2020

### Nazionale (competizioni minori)
- European League 2012
- Campionato mondiale under 23 2015
- European Golden League 2018
- Giochi della solidarietà islamica 2021

### Premi individuali
- 2015 - Campionato mondiale under 23: Miglior schiacciatore
- 2016 - Voleybol 1. Ligi: Miglior schiacciatore